# Ранда Абдел Фатах
Ранда Абдел Фатах (арап. رندة عبد الفتاح, енгл. Randa Abdel-Fattah; Сиднеј, 1979) аустралијски је писац белетристике и публицистике. Заговорник је палестинског народа и људских права уопште, а велики део њеног рада фокусира се на идентитет муслимана у Аустралији. Њен дебитантски роман Does My Head Look Big in This? објављен је 2005. године, а Coming of Age in the War on Terror 2021.

## Биографија

### Образовање
Рођена је 1979. године у Сиднеју. Одрасла је у Мелбурну где је похађала католичку основну школу, а затим и исламски колеџ Краљ Калид. Свој први роман, заснован на Матилди Роалда Дала, написала је у шестом разреду. Први нацрт књиге Does My Head Look Big in This? направила је са осамнаест година.
Дипломирала је уметност и право на Универзитету у Мелбурну. Током тог периода, радила је као официр у вези са медијима у Исламском савету Викторије, што јој је пружило прилику да пише за новине и да се ангажује са медијским институцијама о њиховом представљању муслимана у Аустралији и исламу. Касније је докторирала са тезом о исламофобији.

### Каријера
На аустралијској телевизији појављивала се на Insight (SBS), First Tuesday Book Club (ABC), Q & A (ABC TV), Sunrise (Seven Network) и 9am (Network Ten). Себе је описала као феминисткињу и написала је критичке радове о положају жена у Саудијској Арабији. Сматра да жене треба да задрже право да носе оно што желе.
Заговорник је људских права и учествовала је на савезним изборима 1998. године као члан Партије јединства (слоган: Say No to Pauline Hanson). Била је заинтересована за међуверски дијалог и била је чланица разних међуверских мрежа. Волонтирала је у организацијама за људска права и мигрантске ресурсе међу којима су Аустралијски арапски савет, Викторијански ресурсни центар за мигранте, Исламски савет за добробит жена и Ресурсни центар за тражиоце азила. 
Била је члан Палестинског комитета за људска права и Комитета младих правника за људска права Новог Јужног Велса.

### Награде
Coming of Age in the War on Terror ушао је у ужи избор за награду Викторијанске премијере за документарну литературу 2022, мултикултуралну награду НСВ Premier's Literary и у дуги избор за награду Стела.
11 Words for Love ушао је у ужи избор за дечју награду Premier's Literary 2023. године.

## Радови
- Does My Head Look Big in This? (2005)[8]
- Ten Things I Hate About Me (2006)[9]
- Where The Streets Had A Name (2008)[10]
- Noah's Law (2010)[11]
- The Friendship Matchmaker (2011)[12]
- The Friendship Matchmaker Goes Undercover (2012)[13]
- No Sex in the City (2012)[14]
- The Lines We Cross (2016)[15]
- When Mina Met Michael (2016)[16]
- Australian Muslim Voices on Islamophobia, Race and the 'War on Terror' (Meanjin Quarterly, 9. април 2019)[17]
- Arab Australian Other: Stories on Race and Identity, коаутор Сара М. Салих (2019)[18]
- Coming of Age in the War on Terror (2021)[19]
- Maku (коаутор Мејн Вајат, 2022)[20]
- 11 Words for Love (илустратор Максин Бенеба Кларк, 2022)[21]